# Billo - Il grand Dakhaar
Billo - Il grand Dakhaar è un film del 2007 diretto da Laura Muscardin. 
Il film, con protagonista Thierno Thiam, racconta, con toni da commedia, uno spaccato di vita di un ragazzo senegalese giunto a Roma in cerca di fortuna. Il film, seppur in maniera romanzata, si ispira ai reali momenti di vita all'attore senegalese Thierno Thiam, conosciuto in Italia come "Billo".

## Trama
Thierno è un ragazzo senegalese che arriva in Italia in cerca di fortuna, con la voglia di lavorare nel mondo della moda. Ma la vita lo mette di fronte a situazioni tragicomiche, finendo in carcere e perdendo il lavoro. Trova l'amore grazie a Laura, ma la famiglia rimasta in Africa, pretende che sposi la cugina in un matrimonio combinato.

## Riconoscimenti
Il film ha vinto il Festival di Villerupt 2006 e il Festival Du Cinéma Italien de Paris 2007.

## Distribuzione
Il film è uscito nelle sale il 18 settembre 2008.